# Disco inferno (The Trammps)
Disco Inferno is een single uit 1976 van The Trammps en titelstuk van het gelijknamige album, maar pas bij de uitgave van de maxi-singleversie in april 1977 een wereldwijde hit scoorden. The Trammps scoorden er in Nederland een bescheiden hit mee in de Tipparade en de TROS Europarade op Hilversum 3 in april 1977. In België bereikte de plaat de 24e positie van de Vlaamse Radio 2 Top 30.
Sinds december 1999 heeft de plaat wel in elke editie van de NPO Radio 2 Top 2000 gestaan. De single is later gecoverd door onder meer Tina Turner in 1993 die er in een aantal landen een kleine hit mee scoorde.
Direct na het uitbrengen had de single weinig succes, maar dat veranderde toen de 12"-versie in 1977 verscheen op de soundtrack van de film Saturday Night Fever. Het bereikte plek 11 op de Billboard Hot 100 in de Verenigde Staten en 16 op de UK Singles Chart in Verenigd Koninkrijk.
Het nummer is het grootste succes voor componistenduo Leroy Green en Ron Kersey. Zij vonden inspiratie in de film The Towering Inferno, waarin onder meer een discotheek opgaat in de vlammenzee. Volgens Tom Moulton, die het nummer mixte, was de Dolby-ruisonderdrukking verkeerd afgesteld tijdens het mixen. Toen opnametechnicus Jay Mark dit had hersteld, had de mix een grotere dynamiek gekregen dan gebruikelijk in die tijd. Hierdoor lijkt de opname op de luisteraar af te komen.
In 2006 verscheen de geremasterde 12"-versie als bonustrack op de soundtrack van de film Ghostbusters.

## Hitnoteringen

### Tipparade
| Positie: | 28 | 27 | 11 | 7 | 6 | 6 | uit |

### TROS Europarade
Hoogste notering: #4 in april 1977.

### NPO Radio 2 Top 2000
| Nummer met noteringen in de NPO Radio 2 Top 2000 | '99  | '00  | '01 | '02 | '03  | '04  | '05  | '06 | '07  | '08  | '09 | '10 | '11  | '12 | '13 | '14 | '15  | '16  | '17  | '18  | '19  | '20  | '21  | '22  | '23  | '24  |
| ------------------------------------------------ | ---- | ---- | --- | --- | ---- | ---- | ---- | --- | ---- | ---- | --- | --- | ---- | --- | --- | --- | ---- | ---- | ---- | ---- | ---- | ---- | ---- | ---- | ---- | ---- |
| Disco Inferno                                    | 1158 | 1096 | 944 | 816 | 1310 | 1109 | 1452 | 802 | 1122 | 1023 | 904 | 867 | 1073 | 862 | 710 | 892 | 1029 | 1032 | 1114 | 1228 | 1205 | 1144 | 1145 | 1326 | 1292 | 1430 |

1. ↑  Een vetgedrukt getal geeft de hoogste notering aan.